# 日本盖蛛
日本盖蛛（学名：Neriene japonica）为皿蛛科盖蛛属的动物。分布于日本、朝鲜以及中国大陆的吉林、湖北、湖南、江苏、浙江、四川等地，常生活于草丛和灌木丛。该物种的模式产地在日本。